# Свенский монастырь
Све́нский Успе́нский монасты́рь — мужской монастырь Брянской епархии Русской православной церкви, расположенный в селе Супонево Брянского района Брянской области.

## История
Основан, по преданию, в 1288 году брянским князем Романом Михайловичем. Легенда гласит, что князь внезапно стал терять зрение. Для исцеления он послал в Киево-Печерский монастырь за чудотворной иконой — Свенской Печерской иконой Божией Матери. Во время путешествия по Десне икона чудесным образом исчезла из лодки и оказалась на берегу реки Свинь (с XVII века — Свень), куда и пришёл князь. После молитвы перед иконой он исцелился. На этом месте он повелел основать монастырь, срубить храм во имя Богоматери, и наделил его землями. По названию реки Свини монастырь вплоть до XVII века носил название Свинский.
Документальные сведения о существовании обители появились в XVI веке, когда Иван Грозный повелел поставить здесь две каменные церкви, в том числе восстановленный в 2011 году храм во имя святых Антония и Феодосия Печерских. В 1583 году монастырь разорён литовцами, в 1664-м — крымскими татарами.
Архитектурный ансамбль монастыря принадлежит к традиции слободского барокко. В 1679 году возведена надвратная Сретенская церковь, сохранившаяся до нашего времени. По церковной легенде, в монастыре бывал Пётр I. Домик, где он якобы ночевал, сохранялся до начала XX века, а «дуб Петра Великого» и сейчас стоит перед монастырём, являясь известной достопримечательностью.
В 1681—1786 годах монастырь был приписан к Киево-Печерской лавре и носил наименование Ново-Печерский. В эти годы здесь были построены надвратная Спасо-Преображенская церковь (1742) и монументальный Успенский собор (1758 г., снесён в 1930 г.). Перед стенами монастыря шумела ярмарка, одна из самых крупных на западе России.
После возвращения монастырю статуса самостоятельного он, чтобы избежать прежнего неблагозвучного названия, был наименован Свенским, соответственно и река Свинь была переименована в Свень. Согласно Манифесту о секуляризации монастырских земель (1764), монастырь был отнесён к третьему классу.
Свенская (Печерская) икона Божией Матери (с Антонием и Феодосием Печерскими) после в 1925 году была увезена в Москву, в Третьяковскую галерею. По традиции приписывается киево-печерскому иконописцу Алипию (XI век), по мнению Виктора Лазарева, «возможно, что мы имеем здесь копию с копии, выполненную уже в Свенском монастыре».
В 1920-е годы началось постепенное закрытие монастыря, которое было полностью завершено к 1926 году, а в 1930 году значительная часть монастырских построек, включая главный собор, была снесена. Успенский собор был взорван группой подрывников под руководством Рыхлова. От взрыва пострадал и храм Святых Антония и Феодосия Печерских, от него сохранился лишь нижний ярус.
В 1977 году начался первый этап реконструкции монастыря.
Сохранившиеся здания возвращены церкви в 1992 году, когда был возобновлён и сам монастырь. Взорванный Успенский собор монастыря был восстановлен в сентябре 2019 года. 20 октября 2019 года патриарх Московский и всея Руси Кирилл совершил чин великого освящения восстановленного собора.

## Архитектурный ансамбль монастыря
Успенский Свенский монастырь является объектом федерального значения и объектом культурного наследия народов России. Зарегистрирован под статусом "Архитектурный ансамбль", то есть почти каждый объект подлежит повышенному контролю за обликом и сохранением объектов культуры.
С 1977 года идёт частичная реконструкция монастыря. Основной этап пришёлся на 2010-е года. В архитектурный ансамбль монастыря входят всё объекты, как утраченные, так и восстановленные.
В ансамбль входят:
- Собор Успения Пресвятой Богородицы
- Храм Антония и Феодосия Печерских
- Надвратная Церковь Сретения Господня
- Башня Спасо-Преображения
- Келья Петра I
- Каменная ограда монастыря
- Древняя колокольня
- Водонапорная башня
- Трапезная
- Настоятельский дом
- Хозяйственные корпуса и теплицы  - Настоятельный дом 1881 года
  - Палаты привратников
  - Братская келья XVIII века
  - Двухэтажная братская келья 2005 года
  - Хозяйственный домик
  - Водонапорная башня
  - Трапезная (Бывший Архиерейский дом 1881 года)

## Настоятели монастыря
Настоятели Свенского монастыря:
- Иосиф (Неелов) (1587—1594/1595)[7]
- игумен Иона
- Иов (Челюсткин) (1618—1635), строитель
- игумен Игнатий — второй в синодике 1626 года
- Маркелл — 1679—1680
- наместник иеромонах Иоанн Максимович — 1681(?)—1695
- Афанасий (Миславский) (до 1 февраля 1700 года)
- Лука (Белоусович) (1749?—1752)[8]
- наместник Гервасий (1749?-1752)
- наместник Иерофей (1752—1755)
- наместник Ипатий (Войцехович) (1755—1760)
- игумен Ираклий (Лятошевич) (1760—1766)
- игумен Каллист (1766-?)
- игумен Палладий (1770—1787)
- игумен Модест (1787—1796)
- игумен Никон II (1796—1797)
- игумен Елеазар (1798)
- игумен Феодосий II (1799)
- игумен Мануил (1800—1801)
- игумен Израиль (1801—1802)
- игумен Филарет (Амфитеатров) (1802—1804)
- игумен Дионисий (Цветаев) (1804—1805)
- игумен Амвросий I (1806—1808)
- игумен Амвросий II (1809—1833)
- игумен Сергий (1833)
- игумен Дометий (1833—1835)
- игумен Венедикт (1837—1839)
- архимандрит Смарагд (1842—1859†), погребён в Свенском монастыре.
- архимандрит Иерофей (Добрицкий) (1860—1882†), погребён в Свенском монастыре.
- игумен Филарет (Яценко) (18 мая 1905 — 10 марта 1908)
- игумен Гервасий (?—1917†)
- архимандрит Алексий (Замараев) (1918—1921)
- архимандрит Никодим (Анискин) (1992—2010)
- игумен Митрофан (Охалов) (2010—2012)
- игумен Алексий (Тюрин) (2012—2020†)[9]
- игумен Тихон (Колесняк) (с 17 июня 2021)[10].

## Разное
- В 2017 году Банком России выпущена серебряная монета номиналом 3 рубля «Церковь Спаса Преображения Свенского монастыря, Брянская область». На монете изображена церковь Спаса Преображения Свенского монастыря на фоне силуэта монастыря[11].
- В начале XXI века Супонево, Брянского района, Брянской области, могло стать полноценным районом города Брянска. Однако в связи с повышенным налогообложением по сравнению с областными поселениями и другими некоторыми причинами Супонево так и не стало частью города. Несмотря на это, обычно Свенский монастырь объединяют в общую группу достопримечательностей города Брянска. Данный факт выражается в сувенирной продукции и исторической справкой делающая монастырь неотъемлемой частью Брянска.
- На сегодняшний день транспортная доступность монастыря осуществляется через привязку к Брянской агломерации.